# 264 Libussa
264 Libussa är en asteroid i huvudbältet som upptäcktes den 22 december 1886 i Clinton, New York av den tysk-amerikanske astronomen Christian H. F. Peters. Den namngavs efter Libussa, den legendariska grundaren av staden Prag.